# فرودگاه دولتی لبنان
فرودگاه دولتی لبنان (به انگلیسی: Lebanon State Airport) یک فرودگاه همگانی است که یک باند فرود آسفالت دارد و طول باند آن ۸۷۷ متر است. این فرودگاه در کشور ایالات متحده آمریکا قرار دارد و در ارتفاع ۱۰۵ متری از سطح دریا واقع شده است.